# 가스가이역 (도카이 여객철도)
가스가이역(일본어: 春日井駅)은 일본 아이치현 가스가이시에 있는 도카이 여객철도 · 일본화물철도 주오 본선의 역이다.

## 역사
현재의 주오 본선에 해당하는 노선 중, 나고야역 - 다지미역 간의 개업은, 1900년이지만, 당시 가치가와역 - 고조지역 간에는 역이 설치되지 않았다.
그 후, 도리이마쓰 촌의 하야시나가 사부로 등 촌민의 유력자를 중심으로 역의 건설 운동이 일어나, 1926년 11월에, 역의 부지를 현지의 토지 소유권자가 기부하는 것을 조건으로 철도성으로부터 역의 개설이 허가되어, 1927년 12월 16일, 현위치(당시는 히가시카스가이 군 도리이마쓰 촌)에 '도리이마쓰역'으로서 개업했다.
제2차 세계 대전 중의 1943년, 도리이마쓰 촌 외 4정촌의 합병에 의해 가스가이 시가 발족했다. 거기까지 종전을 거쳐, 시 발족 3년 후의 1946년 5월 1일, '가스가이역'으로 개칭했다.

### 연표
- 1900년 : 현재의 주오 본선에 해당하는 노선 중 나고야역 - 다지미역 간이 개업.
- 1927년 12월 16일 : 주오 본선 고조지 - 가치가와 간에 도리이마쓰역으로서 개업.
- 1946년 5월 1일 : 가스가이역으로 개칭.
- 1953년 7월 : 오지 제지 가스가이 공장이 조업을 개시. 이 때, 이 공장으로의 전용선이 개통.
- 1980년 4월 1일 : 전용선 발착을 제외한 화물의 취급을 폐지.
- 1985년 3월 14일 : 하물의 취급을 폐지.
- 1987년 4월 1일 : 일본국유철도 분할 민영화에 의해, 도카이 여객철도 · 일본화물철도의 역이 된다.
- 1988년 3월 13일 : 컨테이너 화물의 취급을 개시.
- 1992년 2월 15일 : 북문에 자동개찰기를 도입.
- 2006년 11월 25일 : TOICA 도입.
- 2008년 9월 1일 : 북문 앞에 방범 스테이션 개설.

## 역 구조 및 승강장

### 개찰구
개찰구는, 북문과 남문의 2개소가 있다. 지상역이며, 북문 · 남문간의 자유 통로는 마련되어 있지 않다. 함께 자동개찰기(TOICA 대응 · 일부 휠체어 대응), 근거리 승차권 종류의 승차권 자동 발매기(북문만 TOICA 대응)이 있다.
역 담당자가 상주하는 역장 · 역 담당자 배치역(직영역)이다. 관리역으로서, 가치가와역을 관리하고 있다.
북문에는 역 서점이 있어, 발권 창구가 설치되어 있다. 승차권 발매기는 터치 패널식으로 아이치 환상 철도선 · 이세 철도선의 연락 승차권도 구입하는 일이 가능한 것 외에, 창구 옆에는 지정석 승차권 발매기도 설치되어 있다. 또한, 북문 개찰에는 병설하는 키오스크가 영업하고 있다.

### 역 구내
북문 개찰에 인접한 단선 승강장 1면 1선, 북문과 남문의 사이에 섬식 승강장 1면 2선이 있다. 각 승강장 사이 및 남문으로의 연락은 지하도에 의한다. 에스컬레이터 등의 배리어 프리 설비는 마련되어 있지 않다.
| 1 | ■ 주오 본선 | 하행 | 다지미 · 나카쓰가와 방면 |
| 2 | ■ 주오 본선 | 상행 | 나고야 방면              |
| 3 | 예비 승강장 |      |                          |

북문부터 차례로, 1번선(단선 승강장), 2번선 · 3번선(섬식 승강장)의 표기가 있지만, 3번선은 측선 취급으로 열차는 발착하지 않는다. 1번선 승강장에는 키오스크가 영업하는 것 외에 청량 음료수의 자동 판매기도 설치되어 있지만, 2번선 승강장에는 여기의 설비는 없다. 각 승강장과도 지붕은 10량분 확보되어 있어, 1번선 승강장에는 개찰내 화장실이 마련되어 있다. 흡연 코너는 각 승강장의 나고야 근처에 있지만, 구내 전면 금연화이기 때문에 철거되었다.
1번선(하행 본선) · 2번선(상행 본선)의 사이에 중간선이 있으며, 화물열차의 발착이나 진료 차량구 부터의 출구 열차로 이용된다. 남문과 3번선의 사이는 측선이 나란히, 화물열차의 교체로 사용되었다.
2009년 여름 경부터, 상행 열차는 발착시에 차장이 승강 완료의 버저 신호 → 운전사가 승강장에 하차, 같은 버저 신호 → 차장이 문 조작 후, 차량 쪽 등의 소등을 확인해서 버저에서 발차 신호 → 발차라고 하면 수순을 밟아야 한다.

### 화물 취급 · 전용선
전용선 발착의 컨테이너 화물, 전용선 발착의 차급 화물을 취급하고 있다. 화물 열차는 하루 1회 왕복, 이나자와역과의 전용화물열차가 운행되고 있다. 그 열차로 연결되었던 컨테이너 차나 유개차는 이나자와 역부터 먼저, 다른 열차로 주계되어서 일본 전국으로 수송되고 있다.
남문쪽의 측선의 나고야 방향부터, 역 남쪽에 있는 오지 제지 가스가이 공장으로 이어지는 전용선이 분기하고 있다. 전용선은 유개차나 컨테이너 차를 사용하는 종이 제품의 발송으로 사용하고 있다. 유개차의 발송처는 니자 화물 터미널 역의 IPC 니자. 전용선은 일요일 이외 매일 화차의 출입이 있어, 화차의 견인은 네피아의 로고를 붙였던 스위처가 행해지고 있다. 더욱이, 이 오지 제지 전용선은, 구 일본 육군 조병 공창 도리이마쓰 공장으로의 전용선을 운용했던 것이라고 되어 있다.
오지 제지 전용선부터 분기하는 아이치 전기 전용선도 있다. 대형 변압기 수송에 사용되고 있지만, 공장으로 직접 연결되지는 않고, 가스가이 시내에 있는 이 회사 공장부터 변압기를 반환하는 대형 차로 쌓이고 있다. 특수 수송때문에 빈번히 사용되는 일은 없다.
1945년경까지, 가스가이 시 니시야마 정 부근에 있던 나고야 육군 조병창 다카키 제조소 니시야마 분창(부지는 육상 자위대 가스가이 주둔지)으로 이어지는 전용선도 존재했다. 선로 터의 대부분이 도로로 전용되어, 일부에 철교가 남아져 있다.

## 이용 현황
가스가이 시 통계서에 의하면, 이 역의 하루 평균 승차 인원은 이하와 같이 추이되고 있다.
- 2004년도 - 15,978명
- 2005년도 - 16,127명
- 2006년도 - 15,953명
- 2007년도 - 16,228명
- 2008년도 - 16,192명
- 2009년도 - 15,724명

## 역 주변
하루 약 3만명이 이용하는 역이지만, 가스가이 시청 등이 존재하는 도리이마쓰의 상점가와는 떨어져 있어, 역 부근에는 큰 상점가도 없고 비교적 한산하고 있다. 이용자 수가 대략 같은 곳인 옆의 가치가와역과 비교하면, 역 앞 개발이 대폭으로 늦어지고 있어, 역사의 노후화도 진행되고 있다. 2007년에 개축되었던 '가스가이 시 도시 교류 거점 종래 비전'에 있어서 역사의 선상화 및 남북 자유통로의 설치, 역 빌딩의 건설, 역 앞 재개발을 검토하는 방침이 표시되었다. 또한, 이것은 가스가이시의 2009년도의 시정 방침에 있어서도 계속되어 표시되고 있다.

### 북문
- 비 드 프랑스
- 벨 마트
- 유료 자전거 보관소
- 배리어 프리 공중 화장실 (다지미 방면)

### 남문
- 야마다 샵

### 그 외
- 가스가이 시청
- 도카이 여객철도 진료 차량구
- 오지 제지 가스가이 공장
- 국도 제19호선

## 인접 역
| 도카이 여객철도 주오 본선       | 도카이 여객철도 주오 본선 | 도카이 여객철도 주오 본선 |
| ------------------------------- | ------------------------- | ------------------------- |
| 고조지 다지미 · 나카쓰가와 방면 | ■ 쾌속                    | 가치가와 나고야 방면      |
| 진료 다지미 · 나카쓰가와 방면   | ■ 보통                    | 가치가와 나고야 방면      |